# Rational (Heatley-Gresham)
Rational war eine britische Automobilmarke, die 1901–1906 von der Heatley-Gresham Engineering Co. Ltd. in Royston (Hertfordshire) gebaut wurde.
In dieser Zeit wurden verschiedene PKW- und Taximodelle in kleiner Zahl hergestellt.

## Quelle
- David Culshaw, Peter Horrobin: The Complete Catalogue of British Cars. 1895–1975. New edition. Veloce Publishing plc., Dorchester 1997, ISBN 1-874105-93-6.